# Hsuehochloa
Hsuehochloa, monotipski rod bambusa, smješten u vlastiti podtribus Hsuehochloinae, dio tribusa Arundinarieae. Jedina vrsta je H. calcarea, kineski endem iz provincije Guizhou. Podpleme Hsuehochloinae nalikuje podplemu Ampelocalaminae (uz ostalo pahimorfni rizpmi i tri prašnika), no kod ove vrste prašnici su ljubičasti.
Vrsta je izdvojena iy roda Ampelocalamus, i smještena u vlastiti podtribus kao jedini predstavnik.. 

## Sinonimi
- Ampelocalamus calcareus C.D.Chu & C.S.Chao; Acta Phytotax. Sin. 21(2): 204-206, f. 1 (1983)